# Danh sách giải thưởng và đề cử của Call Me by Your Name
Call Me by Your Name là một phim điện ảnh chính kịch lãng mạn tuổi mới lớn năm 2017 do Luca Guadagnino đạo diễn và James Ivory chắp bút, dựa trên cuốn tiểu thuyết cùng tên xuất bản năm 2007 của tác giả André Aciman. Lấy bối cảnh tại vùng nông thôn miền Bắc nước Ý năm 1983, Call Me by Your Name xoay quanh mối quan hệ lãng mạn giữa thiếu niên 17 tuổi Elio Perlman (Timothée Chalamet) và sinh viên 24 tuổi người Mỹ, Oliver (Armie Hammer), trợ lí thực tập cho cha của Elio (Michael Stuhlbarg), một giáo sư khảo cổ học. Bộ phim cũng có sự góp mặt của các nữ diễn viên người Pháp Amira Casar, Esther Garrel và Victoire Du Bois. Sayombhu Mukdeeprom đảm nhiệm vai trò quay phim chính và ca sĩ–nhạc sĩ Sufjan Stevens đóng góp ba bài hát cho tác phẩm.
Call Me by Your Name được phân phối cho hãng Sony Pictures Classics trước khi trình chiếu lần đầu tiên tại Liên hoan phim Sundance vào ngày 22 tháng 1 năm 2017. Phim ra rạp với số lượng giới hạn ở Hoa Kỳ vào ngày 24 tháng 11 năm 2017 và sau đó được công chiếu rộng rãi từ ngày 19 tháng 1 năm 2018. Mức trung bình mỗi rạp 101.219 USD của Call Me by Your Name là cao nhất năm 2018, ngoài ra phim cũng thu về tổng cộng 41,9 triệu USD trên toàn thế giới, một con số có thể coi là thành công so với ngân sách sản xuất chỉ 3,4 triệu USD. Bộ phim nhận được sự tán dương rộng rãi, đặc biệt dành cho kịch bản, lối chỉ đạo và âm nhạc trong phim, cũng như nghệ thuật làm phim và diễn xuất. Trên hệ thống tổng hợp kết quả đánh giá Rotten Tomatoes, tác phẩm có tỷ lệ đánh giá tích cực là 95% dựa trên nhận xét của 354 chuyên gia, với điểm trung bình là 8,7/10. Trên trang Metacritic, số điểm trung bình của phim là 93/100 dựa trên đánh giá của 53 nhà phê bình. Đây cũng là bộ phim được đánh giá cao thứ năm trong năm 2017 trên Metacritic.
Tại lễ trao giải Oscar 2018, Viện Hàn lâm đề cử Call Me by Your Name tại bốn hạng mục trong đó có Phim hay nhất và Bài hát gốc hay nhất ("Mystery of Love"). Ở tuổi 22, Chalamet trở thành người trẻ thứ ba trong lịch sử Giải Oscar được đề cử tại hạng mục Nam diễn viên chính xuất sắc nhất và là người trẻ nhất trong vòng 80 năm kể từ Mickey Rooney năm 1939—đồng nghĩa với việc anh là nam diễn viên sinh ra trong thập kỉ 1990 đầu tiên nhận được đề cử danh giá này. Trong khi đó, với việc lần đầu tiên được xướng tên tại hạng mục Kịch bản chuyển thể xuất sắc nhất của cả hai giải Oscar và Giải BAFTA, Ivory lại có tuổi đời lớn nhất (89 tuổi) trong số những người từng đoạt giải ở bất kì hạng mục nào. Ngoài ra, Viện Hàn lâm Anh cũng đề cử bộ phim ở các hạng mục Phim hay nhất, Đạo diễn xuất sắc nhất (Guadagnino) và Nam diễn viên chính xuất sắc nhất (Chalamet). Kịch bản phim cũng giành chiến thắng tại các lễ trao giải Critics' Choice lần thứ 23, Giải Kịch bản USC và Hiệp hội biên kịch Mỹ.
Call Me by Your Name thắng hai giải Phim hay nhất và Diễn viên đột phá (Chalamet) trong số bốn đề cử tại Giải Gotham lần thứ 27. Tại lễ trao giải Quả cầu vàng lần thứ 75, tác phẩm được đề cử cho Phim điện ảnh chính kịch hay nhất, Nam diễn viên phim điện ảnh chính kịch xuất sắc nhất (Chalamet) và Nam diễn viên phụ xuất sắc nhất (Hammer). Bộ phim dẫn đầu Giải Tinh thần độc lập lần thứ 33 với sáu đề cử, mang về giải Nam diễn viên chính xuất sắc nhất (Chalamet) và Quay phim xuất sắc nhất (Mukdeeprom). Phim cũng được xướng tên tại hạng mục Phim xuất sắc thuộc khuôn khổ lễ trao giải GLAAD Media lần thứ 29. Tại lễ trao giải của Nghiệp đoàn Diễn viên Màn Ảnh (SAG) lần thứ 24, Chalamet được đề cử cho giải Nam diễn viên chính xuất sắc nhất. Ủy ban Quốc gia về Phê bình Điện ảnh và Giải thưởng Điện ảnh Hollywood đều trao tặng anh giải Nam diễn viên đột phá của họ.
Viện phim Mỹ và Ủy ban Quốc gia về Phê bình Điện ảnh đã bầu chọn Call Me by Your Name là một trong mười bộ phim hay nhất năm 2017. Ở Ý, tác phẩm mang về ba giải Phim hay nhất, Áp phích đẹp nhất và Biên tập phim xuất sắc nhất (Walter Fasano) trong tổng số sáu đề cử tại Giải Golden Ciak lần thứ 33. Fasano sau đó cũng giành chiến thắng tại hạng mục tương ứng của Giải Nastro d'Argento lần thứ 73. Bộ phim thắng Giải Lựa chọn của công chúng cho phim châu Âu hay nhất tại Giải thưởng Điện ảnh châu Âu lần thứ 31. Năm 2019, Call Me by Your Name được đề cử cho 12 hạng mục tại Giải David di Donatello, bao gồm Phim hay nhất và Đạo diễn xuất sắc nhất (Guadagnino). Tại lễ trao giải Bodil, phim được đề cử cho Phim không phải của Mỹ hay nhất, cùng với đó là Phim tiếng Anh hay nhất của Giải Robert. Tại lễ trao giải Grammy lần thứ 61, âm nhạc của bộ phim được đề cử giải Tác phẩm âm nhạc biên soạn xuất sắc nhất cho phim ảnh, ngoài ra đây cũng là đề cử đầu tiên của Stevens cho Ca khúc nhạc phim hay nhất ("Mystery of Love").

## Thành tựu
| Giải thưởng                                       | Ngày trao giải       | Hạng mục                                                             | Đề cử cho | Kết quả   | Chú thích               |
| ------------------------------------------------- | -------------------- | -------------------------------------------------------------------- | --- | --------- | ----------------------- |
| Giải AACTA                                        | 5 tháng 1 năm 2018   | Phim hay nhất                                                        | Call Me by Your Name                                                                                            | Đề cử     | [ 16 ] [ 17 ]           |
| Giải AACTA                                        | 5 tháng 1 năm 2018   | Đạo diễn xuất sắc nhất                                               | Luca Guadagnino                                                                                                 | Đề cử     | [ 16 ] [ 17 ]           |
| Giải AACTA                                        | 5 tháng 1 năm 2018   | Nam diễn viên xuất sắc nhất                                          | Timothée Chalamet                                                                                               | Đề cử     | [ 16 ] [ 17 ]           |
| Giải AACTA                                        | 5 tháng 1 năm 2018   | Nam diễn viên phụ xuất sắc nhất                                      | Armie Hammer | Đề cử     | [ 16 ] [ 17 ]           |
| Giải AACTA                                        | 5 tháng 1 năm 2018   | Kịch bản xuất sắc nhất                                               | James Ivory | Đề cử     | [ 16 ] [ 17 ]           |
| Giải thưởng Điện ảnh Trưởng thành của AARP        | 5 tháng 2 năm 2018   | Biên kịch xuất sắc nhất                                              | James Ivory | Đề cử     | [ 18 ] [ 19 ]           |
| Giải Oscar                                        | 4 tháng 3 năm 2018   | Phim điện ảnh hay nhất                                               | Peter Spears, Luca Guadagnino, Emilie Georges và Marco Morabito                                                 | Đề cử     | [ 20 ] [ 21 ]           |
| Giải Oscar                                        | 4 tháng 3 năm 2018   | Nam diễn viên chính xuất sắc nhất                                    | Timothée Chalamet                                                                                               | Đề cử     | [ 20 ] [ 21 ]           |
| Giải Oscar                                        | 4 tháng 3 năm 2018   | Kịch bản chuyển thể xuất sắc nhất                                    | James Ivory | Đoạt giải | [ 20 ] [ 21 ]           |
| Giải Oscar                                        | 4 tháng 3 năm 2018   | Bài hát gốc hay nhất                                                 | "Mystery of Love" của Sufjan Stevens                                                                            | Đề cử     | [ 20 ] [ 21 ]           |
| Liên hoan phim Adelaide                           | 12 tháng 10 năm 2017 | Phim điện ảnh hay nhất                                               | Call Me by Your Name                                                                                            | Đề cử     | [ 22 ]                  |
| Hiệp hội các nhà phê bình phim người Mỹ gốc Phi   | 12 tháng 12 năm 2017 | Top 10 phim hay nhất                                                 | Call Me by Your Name                                                                                            | Hạng 6    | [ 23 ]                  |
| Liên minh nữ nhà báo phim                         | 9 tháng 1 năm 2018   | Phim hay nhất                                                        | Call Me by Your Name                                                                                            | Đề cử     | [ 24 ] [ 25 ]           |
| Liên minh nữ nhà báo phim                         | 9 tháng 1 năm 2018   | Nam diễn viên xuất sắc nhất                                          | Timothée Chalamet                                                                                               | Đề cử     | [ 24 ] [ 25 ]           |
| Liên minh nữ nhà báo phim                         | 9 tháng 1 năm 2018   | Kịch bản chuyển thể xuất sắc nhất                                    | James Ivory | Đoạt giải | [ 24 ] [ 25 ]           |
| Liên minh nữ nhà báo phim                         | 9 tháng 1 năm 2018   | Nam diễn viên phụ xuất sắc nhất                                      | Michael Stuhlbarg                                                                                               | Đề cử     | [ 24 ] [ 25 ]           |
| Giải Amanda                                       | 18 tháng 8 năm 2018  | Phim điện ảnh nước ngoài hay nhất                                    | Call Me by Your Name                                                                                            | Đề cử     | [ 26 ] [ 27 ]           |
| Viện phim Mỹ                                      | 5 tháng 1 năm 2018   | Phim của năm                                                         | Call Me by Your Name                                                                                            | Đoạt giải | [ 28 ] [ 29 ]           |
| Hiệp hội phê bình phim Austin                     | 8 tháng 1 năm 2018   | Phim hay nhất                                                        | Call Me by Your Name                                                                                            | Đề cử     | [ 30 ] [ 31 ]           |
| Hiệp hội phê bình phim Austin                     | 8 tháng 1 năm 2018   | Nam diễn viên xuất sắc nhất                                          | Timothée Chalamet                                                                                               | Đoạt giải | [ 30 ] [ 31 ]           |
| Hiệp hội phê bình phim Austin                     | 8 tháng 1 năm 2018   | Nam diễn viên phụ xuất sắc nhất                                      | Armie Hammer | Đề cử     | [ 30 ] [ 31 ]           |
| Hiệp hội phê bình phim Austin                     | 8 tháng 1 năm 2018   | Nam diễn viên phụ xuất sắc nhất                                      | Michael Stuhlbarg                                                                                               | Đề cử     | [ 30 ] [ 31 ]           |
| Hiệp hội phê bình phim Austin                     | 8 tháng 1 năm 2018   | Kịch bản chuyển thể xuất sắc nhất                                    | James Ivory | Đoạt giải | [ 30 ] [ 31 ]           |
| Hiệp hội phê bình phim Austin                     | 8 tháng 1 năm 2018   | Giải Tưởng niệm Robert R. 'Bobby' McCurdy dành cho nghệ sĩ đột phá   | Timothée Chalamet                                                                                               | Đoạt giải | [ 30 ] [ 31 ]           |
| Hiệp hội phê bình phim Austin                     | 8 tháng 1 năm 2018   | Top 10 phim hay nhất                                                 | Call Me by Your Name                                                                                            | Hạng nhì  | [ 30 ] [ 31 ]           |
| Hiệp hội phê bình phim Úc                         | 13 tháng 3 năm 2018  | Phim quốc tế hay nhất (phim tiếng Anh)                               | Call Me by Your Name                                                                                            | Đề cử     | [ 32 ]                  |
| Liên hoan phim quốc tế Berlin                     | 17 tháng 2 năm 2017  | Giải Teddy                                                           | Call Me by Your Name                                                                                            | Đề cử     | [ 33 ]                  |
| Giải Bodil                                        | 2 tháng 3 năm 2019   | Phim không phải của Mỹ hay nhất                                      | Call Me by Your Name                                                                                            | Đề cử     | [ 34 ] [ 35 ]           |
| Hiệp hội phê bình phim Boston                     | 10 tháng 12 năm 2017 | Nam diễn viên xuất sắc nhất                                          | Timothée Chalamet                                                                                               | Á quân    | [ 36 ]                  |
| Giải BreakTudo                                    | 21 tháng 10 năm 2018 | Phim LGBT                                                            | Call Me by Your Name                                                                                            | Đề cử     | [ 37 ] [ 38 ]           |
| Giải BAFTA                                        | 18 tháng 2 năm 2018  | Phim hay nhất                                                        | Call Me by Your Name                                                                                            | Đề cử     | [ 39 ] [ 40 ]           |
| Giải BAFTA                                        | 18 tháng 2 năm 2018  | Đạo diễn xuất sắc nhất                                               | Luca Guadagnino                                                                                                 | Đề cử     | [ 39 ] [ 40 ]           |
| Giải BAFTA                                        | 18 tháng 2 năm 2018  | Kịch bản chuyển thể xuất sắc nhất                                    | James Ivory | Đoạt giải | [ 39 ] [ 40 ]           |
| Giải BAFTA                                        | 18 tháng 2 năm 2018  | Nam diễn viên chính xuất sắc nhất                                    | Timothée Chalamet                                                                                               | Đề cử     | [ 39 ] [ 40 ]           |
| Viện phim Anh                                     | 14 tháng 12 năm 2017 | Phim hay nhất năm 2017 của Sight & Sound                             | Call Me by Your Name                                                                                            | Hạng 3    | [ 41 ] [ 42 ]           |
| Liên hoan phim quốc tế Calgary                    | 12 tháng 10 năm 2017 | Giải Yêu thích của người hâm mộ                                      | Call Me by Your Name                                                                                            | Đoạt giải | [ 43 ] [ 44 ]           |
| Liên hoan phim Hollywood quốc tế Capri            | 2 tháng 1 năm 2018   | Kịch bản chuyển thể xuất sắc nhất                                    | James Ivory và Luca Guadagnino                                                                                  | Đoạt giải | [ 45 ] [ 46 ] [ 47 ]    |
| Chéries-Chéris                                    | 21 tháng 11 năm 2017 | Giải nhất                                                            | Call Me by Your Name                                                                                            | Đoạt giải | [ 48 ] [ 49 ]           |
| Hiệp hội phê bình phim Chicago                    | 12 tháng 12 năm 2017 | Phim hay nhất                                                        | Call Me by Your Name                                                                                            | Đề cử     | [ 50 ] [ 51 ]           |
| Hiệp hội phê bình phim Chicago                    | 12 tháng 12 năm 2017 | Đạo diễn xuất sắc nhất                                               | Luca Guadagnino                                                                                                 | Đề cử     | [ 50 ] [ 51 ]           |
| Hiệp hội phê bình phim Chicago                    | 12 tháng 12 năm 2017 | Nam diễn viên xuất sắc nhất                                          | Timothée Chalamet                                                                                               | Đoạt giải | [ 50 ] [ 51 ]           |
| Hiệp hội phê bình phim Chicago                    | 12 tháng 12 năm 2017 | Nam diễn viên phụ xuất sắc nhất                                      | Armie Hammer | Đề cử     | [ 50 ] [ 51 ]           |
| Hiệp hội phê bình phim Chicago                    | 12 tháng 12 năm 2017 | Nam diễn viên phụ xuất sắc nhất                                      | Michael Stuhlbarg                                                                                               | Đề cử     | [ 50 ] [ 51 ]           |
| Hiệp hội phê bình phim Chicago                    | 12 tháng 12 năm 2017 | Kịch bản chuyển thể xuất sắc nhất                                    | James Ivory | Đoạt giải | [ 50 ] [ 51 ]           |
| Hiệp hội phê bình phim Chicago                    | 12 tháng 12 năm 2017 | Biên tập phim xuất sắc nhất                                          | Walter Fasano                                                                                                   | Đề cử     | [ 50 ] [ 51 ]           |
| Hiệp hội phê bình phim Chicago                    | 12 tháng 12 năm 2017 | Diễn viên triển vọng nhất                                            | Timothée Chalamet                                                                                               | Đoạt giải | [ 50 ] [ 51 ]           |
| Giải Điện ảnh vì Hòa bình                         | 19 tháng 2 năm 2018  | Phim giàu giá trị nhất của năm                                       | Call Me by Your Name                                                                                            | Đề cử     | [ 52 ]                  |
| Giải Critics' Choice                              | 11 tháng 1 năm 2018  | Phim hay nhất                                                        | Call Me by Your Name                                                                                            | Đề cử     | [ 53 ] [ 54 ]           |
| Giải Critics' Choice                              | 11 tháng 1 năm 2018  | Đạo diễn xuất sắc nhất                                               | Luca Guadagnino                                                                                                 | Đề cử     | [ 53 ] [ 54 ]           |
| Giải Critics' Choice                              | 11 tháng 1 năm 2018  | Nam diễn viên chính xuất sắc nhất                                    | Timothée Chalamet                                                                                               | Đề cử     | [ 53 ] [ 54 ]           |
| Giải Critics' Choice                              | 11 tháng 1 năm 2018  | Nam diễn viên phụ xuất sắc nhất                                      | Armie Hammer | Đề cử     | [ 53 ] [ 54 ]           |
| Giải Critics' Choice                              | 11 tháng 1 năm 2018  | Nam diễn viên phụ xuất sắc nhất                                      | Michael Stuhlbarg                                                                                               | Đề cử     | [ 53 ] [ 54 ]           |
| Giải Critics' Choice                              | 11 tháng 1 năm 2018  | Kịch bản chuyển thể xuất sắc nhất                                    | James Ivory | Đoạt giải | [ 53 ] [ 54 ]           |
| Giải Critics' Choice                              | 11 tháng 1 năm 2018  | Quay phim xuất sắc nhất                                              | Sayombhu Mukdeeprom                                                                                             | Đề cử     | [ 53 ] [ 54 ]           |
| Giải Critics' Choice                              | 11 tháng 1 năm 2018  | Bài hát hay nhất                                                     | "Mystery of Love" của Sufjan Stevens                                                                            | Đề cử     | [ 53 ] [ 54 ]           |
| Hiệp hội phê bình phim Dallas–Fort Worth          | 13 tháng 12 năm 2017 | Phim hay nhất                                                        | Call Me by Your Name                                                                                            | Hạng 4    | [ 55 ]                  |
| Hiệp hội phê bình phim Dallas–Fort Worth          | 13 tháng 12 năm 2017 | Nam diễn viên xuất sắc nhất                                          | Timothée Chalamet                                                                                               | Hạng 4    | [ 55 ]                  |
| Hiệp hội phê bình phim Dallas–Fort Worth          | 13 tháng 12 năm 2017 | Nam diễn viên phụ xuất sắc nhất                                      | Armie Hammer | Hạng 4    | [ 55 ]                  |
| Giải David di Donatello                           | 27 tháng 3 năm 2019  | Phim hay nhất                                                        | Call Me by Your Name                                                                                            | Đề cử     | [ 56 ] [ 57 ]           |
| Giải David di Donatello                           | 27 tháng 3 năm 2019  | Đạo diễn xuất sắc nhất                                               | Luca Guadagnino                                                                                                 | Đề cử     | [ 56 ] [ 57 ]           |
| Giải David di Donatello                           | 27 tháng 3 năm 2019  | Kịch bản chuyển thể xuất sắc nhất                                    | James Ivory, Luca Guadagnino và Walter Fasano                                                                   | Đoạt giải | [ 56 ] [ 57 ]           |
| Giải David di Donatello                           | 27 tháng 3 năm 2019  | Bài hát gốc hay nhất                                                 | "Mystery of Love" của Sufjan Stevens                                                                            | Đoạt giải | [ 56 ] [ 57 ]           |
| Giải David di Donatello                           | 27 tháng 3 năm 2019  | Quay phim xuất sắc nhất                                              | Sayombhu Mukdeeprom                                                                                             | Đề cử     | [ 56 ] [ 57 ]           |
| Giải David di Donatello                           | 27 tháng 3 năm 2019  | Sản xuất phim xuất sắc nhất                                          | Luca Guadagnino, Emilie Georges, Peter Spears, Marco Morabito, Rodrigo Teixeira, James Ivory và Howard Rosenman | Đề cử     | [ 56 ] [ 57 ]           |
| Giải David di Donatello                           | 27 tháng 3 năm 2019  | Thiết kế bối cảnh xuất sắc nhất                                      | Samuel Deshors                                                                                                  | Đề cử     | [ 56 ] [ 57 ]           |
| Giải David di Donatello                           | 27 tháng 3 năm 2019  | Trang phục đẹp nhất                                                  | Giulia Piersanti                                                                                                | Đề cử     | [ 56 ] [ 57 ]           |
| Giải David di Donatello                           | 27 tháng 3 năm 2019  | Trang điểm đẹp nhất                                                  | Fernanda Perez                                                                                                  | Đề cử     | [ 56 ] [ 57 ]           |
| Giải David di Donatello                           | 27 tháng 3 năm 2019  | Kiểu tóc đẹp nhất                                                    | Manolo García                                                                                                   | Đề cử     | [ 56 ] [ 57 ]           |
| Giải David di Donatello                           | 27 tháng 3 năm 2019  | Biên tập phim xuất sắc nhất                                          | Walter Fasano                                                                                                   | Đề cử     | [ 56 ] [ 57 ]           |
| Giải David di Donatello                           | 27 tháng 3 năm 2019  | Âm thanh xuất sắc nhất                                               | Call Me by Your Name                                                                                            | Đề cử     | [ 56 ] [ 57 ]           |
| Hiệp hội phê bình phim Detroit                    | 7 tháng 12 năm 2017  | Nam diễn viên xuất sắc nhất                                          | Timothée Chalamet                                                                                               | Đề cử     | [ 58 ]                  |
| Hiệp hội phê bình phim Detroit                    | 7 tháng 12 năm 2017  | Nam diễn viên phụ xuất sắc nhất                                      | Michael Stuhlbarg                                                                                               | Đề cử     | [ 58 ]                  |
| Hiệp hội phê bình phim Detroit                    | 7 tháng 12 năm 2017  | Màn trình diễn đột phá                                               | Timothée Chalamet                                                                                               | Đề cử     | [ 58 ]                  |
| Giải Dorian                                       | 24 tháng 2 năm 2018  | Phim của năm                                                         | Call Me by Your Name                                                                                            | Đoạt giải | [ 59 ] [ 60 ]           |
| Giải Dorian                                       | 24 tháng 2 năm 2018  | Đạo diễn của năm (điện ảnh hoặc truyền hình)                         | Luca Guadagnino                                                                                                 | Đề cử     | [ 59 ] [ 60 ]           |
| Giải Dorian                                       | 24 tháng 2 năm 2018  | Màn trình diễn xuất sắc của năm – Nam diễn viên                      | Timothée Chalamet                                                                                               | Đoạt giải | [ 59 ] [ 60 ]           |
| Giải Dorian                                       | 24 tháng 2 năm 2018  | Vai phụ xuất sắc nhất của năm – Nam diễn viên                        | Armie Hammer | Đề cử     | [ 59 ] [ 60 ]           |
| Giải Dorian                                       | 24 tháng 2 năm 2018  | Vai phụ xuất sắc nhất của năm – Nam diễn viên                        | Michael Stuhlbarg                                                                                               | Đoạt giải | [ 59 ] [ 60 ]           |
| Giải Dorian                                       | 24 tháng 2 năm 2018  | Phim LGBTQ của năm                                                   | Call Me by Your Name                                                                                            | Đoạt giải | [ 59 ] [ 60 ]           |
| Giải Dorian                                       | 24 tháng 2 năm 2018  | Kịch bản của năm (gốc hoặc chuyển thể)                               | James Ivory | Đề cử     | [ 59 ] [ 60 ]           |
| Giải Dorian                                       | 24 tháng 2 năm 2018  | Phim đẹp nhất của năm                                                | Call Me by Your Name                                                                                            | Đề cử     | [ 59 ] [ 60 ]           |
| Giải Dorian                                       | 24 tháng 2 năm 2018  | Giải Ngôi sao đang lên 'We're Wilde About You!'                      | Timothée Chalamet                                                                                               | Đoạt giải | [ 59 ] [ 60 ]           |
| Hội phê bình phim Dublin                          | 13 tháng 12 năm 2017 | Phim hay nhất                                                        | Call Me by Your Name                                                                                            | Hạng 7    | [ 61 ]                  |
| Hội phê bình phim Dublin                          | 13 tháng 12 năm 2017 | Nam diễn viên xuất sắc nhất                                          | Timothée Chalamet                                                                                               | Hạng 4    | [ 61 ]                  |
| Hội phê bình phim Dublin                          | 13 tháng 12 năm 2017 | Nam diễn viên xuất sắc nhất                                          | Armie Hammer | Hạng 6    | [ 61 ]                  |
| Hội phê bình phim Dublin                          | 13 tháng 12 năm 2017 | Quay phim xuất sắc nhất                                              | Sayombhu Mukdeeprom                                                                                             | Á quân    | [ 61 ]                  |
| Giải Empire                                       | 18 tháng 3 năm 2018  | Phim hay nhất                                                        | Call Me by Your Name                                                                                            | Đề cử     | [ 62 ] [ 63 ]           |
| Giải Empire                                       | 18 tháng 3 năm 2018  | Nam diễn viên xuất sắc nhất                                          | Armie Hammer | Đề cử     | [ 62 ] [ 63 ]           |
| Giải Empire                                       | 18 tháng 3 năm 2018  | Nam diễn viên mới xuất sắc nhất                                      | Timothée Chalamet                                                                                               | Đề cử     | [ 62 ] [ 63 ]           |
| Giải Empire                                       | 18 tháng 3 năm 2018  | Kịch bản xuất sắc nhất                                               | Call Me by Your Name                                                                                            | Đề cử     | [ 62 ] [ 63 ]           |
| Giải Empire                                       | 18 tháng 3 năm 2018  | Nhạc phim hay nhất                                                   | Call Me by Your Name                                                                                            | Đề cử     | [ 62 ] [ 63 ]           |
| Giải thưởng Điện ảnh châu Âu                      | 15 tháng 12 năm 2018 | Giải Lựa chọn của công chúng cho phim châu Âu hay nhất               | Call Me by Your Name                                                                                            | Đoạt giải | [ 64 ] [ 65 ]           |
| Liên hoan phim FEST                               | 4 tháng 3 năm 2018   | Liên hoan Merlinka – Giải 'Marble' Queer                             | Call Me by Your Name                                                                                            | Đề cử     | [ 66 ] [ 67 ]           |
| Hội phê bình phim Florida                         | 23 tháng 12 năm 2017 | Phim hay nhất                                                        | Call Me by Your Name                                                                                            | Đề cử     | [ 68 ] [ 69 ]           |
| Hội phê bình phim Florida                         | 23 tháng 12 năm 2017 | Nam diễn viên xuất sắc nhất                                          | Timothée Chalamet                                                                                               | Đoạt giải | [ 68 ] [ 69 ]           |
| Hội phê bình phim Florida                         | 23 tháng 12 năm 2017 | Nam diễn viên phụ xuất sắc nhất                                      | Armie Hammer | Đề cử     | [ 68 ] [ 69 ]           |
| Hội phê bình phim Florida                         | 23 tháng 12 năm 2017 | Nam diễn viên phụ xuất sắc nhất                                      | Michael Stuhlbarg                                                                                               | Đề cử     | [ 68 ] [ 69 ]           |
| Hội phê bình phim Florida                         | 23 tháng 12 năm 2017 | Kịch bản chuyển thể xuất sắc nhất                                    | James Ivory | Đoạt giải | [ 68 ] [ 69 ]           |
| Hội phê bình phim Florida                         | 23 tháng 12 năm 2017 | Giải Đột phá Pauline Kael                                            | Timothée Chalamet                                                                                               | Đoạt giải | [ 68 ] [ 69 ]           |
| Giải Gaudí                                        | 2 tháng 2 năm 2019   | Phim châu Âu hay nhất                                                | Call Me by Your Name                                                                                            | Đề cử     | [ 70 ] [ 71 ]           |
| Hiệp hội phê bình phim Georgia                    | 12 tháng 1 năm 2018  | Phim hay nhất                                                        | Call Me by Your Name                                                                                            | Đề cử     | [ 72 ]                  |
| Hiệp hội phê bình phim Georgia                    | 12 tháng 1 năm 2018  | Nam diễn viên xuất sắc nhất                                          | Timothée Chalamet                                                                                               | Đề cử     | [ 72 ]                  |
| Hiệp hội phê bình phim Georgia                    | 12 tháng 1 năm 2018  | Nam diễn viên phụ xuất sắc nhất                                      | Michael Stuhlbarg                                                                                               | Đề cử     | [ 72 ]                  |
| Hiệp hội phê bình phim Georgia                    | 12 tháng 1 năm 2018  | Kịch bản chuyển thể xuất sắc nhất                                    | James Ivory | Đề cử     | [ 72 ]                  |
| Hiệp hội phê bình phim Georgia                    | 12 tháng 1 năm 2018  | Bài hát gốc hay nhất                                                 | "Mystery of Love" của Sufjan Stevens                                                                            | Đề cử     | [ 72 ]                  |
| Hiệp hội phê bình phim Georgia                    | 12 tháng 1 năm 2018  | Giải Đột phá                                                         | Timothée Chalamet                                                                                               | Đề cử     | [ 72 ]                  |
| Liên hoan phim quốc tế Ghent                      | 20 tháng 10 năm 2017 | Giải nhất                                                            | Call Me by Your Name                                                                                            | Đề cử     | [ 73 ]                  |
| Liên hoan phim quốc tế Ghent                      | 20 tháng 10 năm 2017 | Giải Khám phá                                                        | Call Me by Your Name                                                                                            | Đoạt giải | [ 73 ]                  |
| Giải thưởng Truyền thông của GLAAD                | 5 tháng 5 năm 2018   | Phim xuất sắc – Phát hành rộng rãi                                   | Call Me by Your Name                                                                                            | Đoạt giải | [ 74 ] [ 75 ]           |
| Giải thưởng Golden Ciak                           | 7 tháng 6 năm 2018   | Alice/Giovani                                                        | Call Me by Your Name                                                                                            | Đề cử     | [ 76 ] [ 77 ] [ 78 ]    |
| Giải thưởng Golden Ciak                           | 7 tháng 6 năm 2018   | Phim hay nhất                                                        | Call Me by Your Name                                                                                            | Đoạt giải | [ 76 ] [ 77 ] [ 78 ]    |
| Giải thưởng Golden Ciak                           | 7 tháng 6 năm 2018   | Áp phích đẹp nhất                                                    | Luca Guadagnino, Chen Li và Carmelo Pirrone                                                                     | Đoạt giải | [ 76 ] [ 77 ] [ 78 ]    |
| Giải thưởng Golden Ciak                           | 7 tháng 6 năm 2018   | Biên tập phim xuất sắc nhất                                          | Walter Fasano                                                                                                   | Đoạt giải | [ 76 ] [ 77 ] [ 78 ]    |
| Giải thưởng Golden Ciak                           | 7 tháng 6 năm 2018   | Sản xuất phim xuất sắc nhất                                          | Luca Guadagnino, Marco Morabito và Francesco Melzi d'Eril                                                       | Đề cử     | [ 76 ] [ 77 ] [ 78 ]    |
| Giải thưởng Golden Ciak                           | 7 tháng 6 năm 2018   | Trang phục đẹp nhất                                                  | Giulia Piersanti                                                                                                | Đề cử     | [ 76 ] [ 77 ] [ 78 ]    |
| Giải Quả cầu vàng                                 | 7 tháng 1 năm 2018   | Phim điện ảnh hay nhất – Chính kịch                                  | Call Me by Your Name                                                                                            | Đề cử     | [ 79 ] [ 80 ]           |
| Giải Quả cầu vàng                                 | 7 tháng 1 năm 2018   | Nam diễn viên xuất sắc nhất – Phim điện ảnh chính kịch               | Timothée Chalamet                                                                                               | Đề cử     | [ 79 ] [ 80 ]           |
| Giải Quả cầu vàng                                 | 7 tháng 1 năm 2018   | Nam diễn viên phụ xuất sắc nhất – Phim điện ảnh                      | Armie Hammer | Đề cử     | [ 79 ] [ 80 ]           |
| Giải Golden Schmoes                               | 2 tháng 3 năm 2018   | Màn trình diễn đột phá của năm                                       | Timothée Chalamet                                                                                               | Đề cử     | [ 81 ] [ 82 ]           |
| Giải Cà chua vàng                                 | 4 tháng 1 năm 2018   | Phim công chiếu giới hạn được đánh giá tốt nhất                      | Call Me by Your Name                                                                                            | Đoạt giải | [ 83 ] [ 84 ]           |
| Giải Cà chua vàng                                 | 4 tháng 1 năm 2018   | Phim lãng mạn được đánh giá tốt nhất                                 | Call Me by Your Name                                                                                            | Hạng nhì  | [ 83 ] [ 84 ]           |
| Giải Cà chua vàng                                 | 25 tháng 1 năm 2019  | Sự lựa chọn của người hâm mộ cho phim hay nhất năm 2018              | Call Me by Your Name                                                                                            | Đề cử     | [ 85 ]                  |
| Giải thưởng Trailer vàng                          | 31 tháng 5 năm 2018  | Phim lãng mạn hay nhất                                               | Call Me by Your Name ("Theatrical Trailer")                                                                     | Đoạt giải | [ 86 ] [ 87 ]           |
| Giải Gotham                                       | 27 tháng 11 năm 2017 | Phim điện ảnh hay nhất                                               | Call Me by Your Name                                                                                            | Đoạt giải | [ 88 ] [ 89 ] [ 90 ]    |
| Giải Gotham                                       | 27 tháng 11 năm 2017 | Kịch bản xuất sắc nhất                                               | James Ivory | Đề cử     | [ 88 ] [ 89 ] [ 90 ]    |
| Giải Gotham                                       | 27 tháng 11 năm 2017 | Nam diễn viên đột phá                                                | Timothée Chalamet                                                                                               | Đoạt giải | [ 88 ] [ 89 ] [ 90 ]    |
| Giải Gotham                                       | 27 tháng 11 năm 2017 | Giải Khán giả                                                        | Call Me by Your Name                                                                                            | Đề cử     | [ 88 ] [ 89 ] [ 90 ]    |
| Giải Grammy                                       | 10 tháng 2 năm 2019  | Tác phẩm âm nhạc biên soạn xuất sắc nhất cho phim ảnh                | Luca Guadagnino và Robin Urdang cho Call Me by Your Name: Original Motion Picture Soundtrack                    | Đề cử     | [ 91 ] [ 92 ]           |
| Giải Grammy                                       | 10 tháng 2 năm 2019  | Ca khúc nhạc phim hay nhất                                           | "Mystery of Love" của Sufjan Stevens                                                                            | Đề cử     | [ 91 ] [ 92 ]           |
| Giải Grande Otelo                                 | 14 tháng 8 năm 2019  | Phim điện ảnh nước ngoài hay nhất                                    | Call Me by Your Name                                                                                            | Đề cử     | [ 93 ] [ 94 ]           |
| Giải thưởng của Hiệp hội giám sát âm nhạc         | 8 tháng 2 năm 2018   | Giám sát âm nhạc trong phim xuất sắc nhất: Kinh phí dưới 5 triệu USD | Robin Urdang | Đoạt giải | [ 95 ] [ 96 ]           |
| Giải thưởng của Hiệp hội giám sát âm nhạc         | 8 tháng 2 năm 2018   | Bài hát/thu âm gốc xuất sắc nhất                                     | Robin Urdang (giám sát viên) cho "Mystery of Love"                                                              | Đoạt giải | [ 95 ] [ 96 ]           |
| Giải thưởng Điện ảnh Hollywood                    | 6 tháng 11 năm 2017  | Nam diễn viên Hollywood xuất sắc nhất                                | Timothée Chalamet                                                                                               | Đoạt giải | [ 97 ]                  |
| Hiệp hội phê bình phim Houston                    | 6 tháng 1 năm 2018   | Phim điện ảnh hay nhất                                               | Call Me by Your Name                                                                                            | Đề cử     | [ 98 ] [ 99 ]           |
| Hiệp hội phê bình phim Houston                    | 6 tháng 1 năm 2018   | Nam diễn viên xuất sắc nhất                                          | Timothée Chalamet                                                                                               | Đề cử     | [ 98 ] [ 99 ]           |
| Hiệp hội phê bình phim Houston                    | 6 tháng 1 năm 2018   | Nam diễn viên phụ xuất sắc nhất                                      | Michael Stuhlbarg                                                                                               | Đề cử     | [ 98 ] [ 99 ]           |
| Hiệp hội phê bình phim Houston                    | 6 tháng 1 năm 2018   | Quay phim xuất sắc nhất                                              | Sayombhu Mukdeeprom                                                                                             | Đề cử     | [ 98 ] [ 99 ]           |
| Hiệp hội phê bình phim Houston                    | 6 tháng 1 năm 2018   | Bài hát gốc hay nhất                                                 | "Visions of Gideon" của Sufjan Stevens                                                                          | Đề cử     | [ 98 ] [ 99 ]           |
| Giải IFTA                                         | 15 tháng 2 năm 2018  | Nam diễn viên quốc tế                                                | Timothée Chalamet                                                                                               | Đề cử     | [ 100 ] [ 101 ]         |
| Giải Tinh thần độc lập                            | 3 tháng 3 năm 2018   | Phim hay nhất                                                        | Call Me by Your Name                                                                                            | Đề cử     | [ 102 ] [ 103 ]         |
| Giải Tinh thần độc lập                            | 3 tháng 3 năm 2018   | Đạo diễn xuất sắc nhất                                               | Luca Guadagnino                                                                                                 | Đề cử     | [ 102 ] [ 103 ]         |
| Giải Tinh thần độc lập                            | 3 tháng 3 năm 2018   | Nam diễn viên chính xuất sắc nhất                                    | Timothée Chalamet                                                                                               | Đoạt giải | [ 102 ] [ 103 ]         |
| Giải Tinh thần độc lập                            | 3 tháng 3 năm 2018   | Nam diễn viên phụ xuất sắc nhất                                      | Armie Hammer | Đề cử     | [ 102 ] [ 103 ]         |
| Giải Tinh thần độc lập                            | 3 tháng 3 năm 2018   | Quay phim xuất sắc nhất                                              | Sayombhu Mukdeeprom                                                                                             | Đoạt giải | [ 102 ] [ 103 ]         |
| Giải Tinh thần độc lập                            | 3 tháng 3 năm 2018   | Biên tập phim xuất sắc nhất                                          | Walter Fasano                                                                                                   | Đề cử     | [ 102 ] [ 103 ]         |
| Hiệp hội phê bình phim IndieWire                  | 19 tháng 12 năm 2017 | Phim điện ảnh hay nhất                                               | Call Me by Your Name                                                                                            | Hạng 7    | [ 104 ]                 |
| Hiệp hội phê bình phim IndieWire                  | 19 tháng 12 năm 2017 | Đạo diễn xuất sắc nhất                                               | Luca Guadagnino                                                                                                 | Hạng nhì  | [ 104 ]                 |
| Hiệp hội phê bình phim IndieWire                  | 19 tháng 12 năm 2017 | Nam diễn viên xuất sắc nhất                                          | Timothée Chalamet                                                                                               | Đoạt giải | [ 104 ]                 |
| Hiệp hội phê bình phim IndieWire                  | 19 tháng 12 năm 2017 | Nam diễn viên phụ xuất sắc nhất                                      | Armie Hammer | Hạng 3    | [ 104 ]                 |
| Hiệp hội phê bình phim IndieWire                  | 19 tháng 12 năm 2017 | Nam diễn viên phụ xuất sắc nhất                                      | Michael Stuhlbarg                                                                                               | Hạng 4    | [ 104 ]                 |
| Hiệp hội phê bình phim IndieWire                  | 19 tháng 12 năm 2017 | Kịch bản xuất sắc nhất                                               | Call Me by Your Name                                                                                            | Hạng 3    | [ 104 ]                 |
| Hiệp hội phê bình phim IndieWire                  | 19 tháng 12 năm 2017 | Quay phim xuất sắc nhất                                              | Call Me by Your Name                                                                                            | Hạng 4    | [ 104 ]                 |
| Hiệp hội phê bình phim quốc tế Cinephile          | 4 tháng 2 năm 2018   | Phim điện ảnh hay nhất                                               | Call Me by Your Name                                                                                            | Đoạt giải | [ 105 ] [ 106 ]         |
| Hiệp hội phê bình phim quốc tế Cinephile          | 4 tháng 2 năm 2018   | Đạo diễn xuất sắc nhất                                               | Luca Guadagnino                                                                                                 | Á quân    | [ 105 ] [ 106 ]         |
| Hiệp hội phê bình phim quốc tế Cinephile          | 4 tháng 2 năm 2018   | Nam diễn viên xuất sắc nhất                                          | Timothée Chalamet                                                                                               | Đoạt giải | [ 105 ] [ 106 ]         |
| Hiệp hội phê bình phim quốc tế Cinephile          | 4 tháng 2 năm 2018   | Nam diễn viên phụ xuất sắc nhất                                      | Armie Hammer | Đề cử     | [ 105 ] [ 106 ]         |
| Hiệp hội phê bình phim quốc tế Cinephile          | 4 tháng 2 năm 2018   | Nam diễn viên phụ xuất sắc nhất                                      | Michael Stuhlbarg                                                                                               | Đoạt giải | [ 105 ] [ 106 ]         |
| Hiệp hội phê bình phim quốc tế Cinephile          | 4 tháng 2 năm 2018   | Nữ diễn viên phụ xuất sắc nhất                                       | Amira Casar | Đề cử     | [ 105 ] [ 106 ]         |
| Hiệp hội phê bình phim quốc tế Cinephile          | 4 tháng 2 năm 2018   | Kịch bản chuyển thể xuất sắc nhất                                    | James Ivory | Đoạt giải | [ 105 ] [ 106 ]         |
| Hiệp hội phê bình phim quốc tế Cinephile          | 4 tháng 2 năm 2018   | Quay phim xuất sắc nhất                                              | Sayombhu Mukdeeprom                                                                                             | Đề cử     | [ 105 ] [ 106 ]         |
| Hiệp hội phê bình phim quốc tế Cinephile          | 4 tháng 2 năm 2018   | Thiết kế sản xuất xuất sắc nhất                                      | Samuel Deshors                                                                                                  | Đề cử     | [ 105 ] [ 106 ]         |
| Hiệp hội phê bình phim quốc tế Cinephile          | 4 tháng 2 năm 2018   | Bài hát gốc hay nhất                                                 | Sufjan Stevens                                                                                                  | Đề cử     | [ 105 ] [ 106 ]         |
| Hiệp hội phê bình phim quốc tế Cinephile          | 4 tháng 2 năm 2018   | Dàn diễn viên xuất sắc nhất                                          | Call Me by Your Name                                                                                            | Đề cử     | [ 105 ] [ 106 ]         |
| Liên hoan phim quốc tế Jameson CineFest–Miskolc   | 17 tháng 9 năm 2017  | Giải Emeric Pressburger                                              | Call Me by Your Name                                                                                            | Đề cử     | [ 107 ]                 |
| Giải bầu chọn phim tưởng niệm Jim Ridley          | 4 tháng 1 năm 2018   | Phim của năm                                                         | Call Me by Your Name                                                                                            | Hạng 3    | [ 108 ]                 |
| Liên hoan phim quốc tế La Roche-sur-Yon           | 22 tháng 10 năm 2017 | Giải Đặc biệt của ban giám khảo                                      | Call Me by Your Name                                                                                            | Đoạt giải | [ 109 ] [ 110 ]         |
| Liên hoan phim quốc tế Ljubljana                  | 18 tháng 11 năm 2017 | Giải Tuổi trẻ của ban giám khảo                                      | Call Me by Your Name                                                                                            | Đoạt giải | [ 111 ]                 |
| Liên hoan phim Lisbon & Estoril                   | 26 tháng 11 năm 2017 | Giải Phim hay nhất của Jaeger–LeCoultre                              | Call Me by Your Name                                                                                            | Đề cử     | [ 112 ] [ 113 ]         |
| Liên hoan phim Lisbon & Estoril                   | 26 tháng 11 năm 2017 | Giải Khán giả của NOS                                                | Call Me by Your Name                                                                                            | Đoạt giải | [ 112 ] [ 113 ]         |
| Hiệp hội phê bình phim Los Angeles                | 13 tháng 1 năm 2018  | Phim hay nhất                                                        | Call Me by Your Name                                                                                            | Đoạt giải | [ 114 ] [ 115 ]         |
| Hiệp hội phê bình phim Los Angeles                | 13 tháng 1 năm 2018  | Đạo diễn xuất sắc nhất                                               | Luca Guadagnino                                                                                                 | Đoạt giải | [ 114 ] [ 115 ]         |
| Hiệp hội phê bình phim Los Angeles                | 13 tháng 1 năm 2018  | Nam diễn viên xuất sắc nhất                                          | Timothée Chalamet                                                                                               | Đoạt giải | [ 114 ] [ 115 ]         |
| Liên hoan phim Ý Los Angeles                      | 3 tháng 3 năm 2018   | Giải xuất sắc                                                        | Luca Guadagnino và Marco Morabito                                                                               | Đoạt giải | [ 116 ] [ 117 ]         |
| Hiệp hội phê bình phim trực tuyến Los Angeles     | 3 tháng 1 năm 2018   | Phim điện ảnh hay nhất                                               | Call Me by Your Name                                                                                            | Đề cử     | [ 118 ] [ 119 ]         |
| Hiệp hội phê bình phim trực tuyến Los Angeles     | 3 tháng 1 năm 2018   | Nam đạo diễn xuất sắc nhất                                           | Luca Guadagnino                                                                                                 | Đề cử     | [ 118 ] [ 119 ]         |
| Hiệp hội phê bình phim trực tuyến Los Angeles     | 3 tháng 1 năm 2018   | Màn trình diễn xuất sắc nhất của nam hoặc nữ diễn viên dưới 23 tuổi  | Timothée Chalamet                                                                                               | Đề cử     | [ 118 ] [ 119 ]         |
| Hiệp hội phê bình phim trực tuyến Los Angeles     | 3 tháng 1 năm 2018   | Kịch bản chuyển thể xuất sắc nhất                                    | James Ivory | Đề cử     | [ 118 ] [ 119 ]         |
| Hiệp hội phê bình phim trực tuyến Los Angeles     | 3 tháng 1 năm 2018   | Nam diễn viên phụ xuất sắc nhất                                      | Michael Stuhlbarg                                                                                               | Đoạt giải | [ 118 ] [ 119 ]         |
| Hiệp hội phê bình phim trực tuyến Los Angeles     | 3 tháng 1 năm 2018   | Nam diễn viên xuất sắc nhất                                          | Timothée Chalamet                                                                                               | Đề cử     | [ 118 ] [ 119 ]         |
| Hội phê bình phim London                          | 28 tháng 1 năm 2018  | Phim của năm                                                         | Call Me by Your Name                                                                                            | Đề cử     | [ 120 ] [ 121 ]         |
| Hội phê bình phim London                          | 28 tháng 1 năm 2018  | Đạo diễn của năm                                                     | Luca Guadagnino                                                                                                 | Đề cử     | [ 120 ] [ 121 ]         |
| Hội phê bình phim London                          | 28 tháng 1 năm 2018  | Nam diễn viên của năm                                                | Timothée Chalamet                                                                                               | Đoạt giải | [ 120 ] [ 121 ]         |
| Hội phê bình phim London                          | 28 tháng 1 năm 2018  | Nam diễn viên phụ của năm                                            | Michael Stuhlbarg                                                                                               | Đề cử     | [ 120 ] [ 121 ]         |
| Hội phê bình phim London                          | 28 tháng 1 năm 2018  | Biên kịch của năm                                                    | James Ivory | Đề cử     | [ 120 ] [ 121 ]         |
| Liên hoan phim quốc tế Melbourne                  | 20 tháng 8 năm 2017  | Giải Khán giả                                                        | Call Me by Your Name                                                                                            | Đoạt giải | [ 122 ]                 |
| Giải Điện ảnh và Truyền hình của MTV              | 18 tháng 6 năm 2018  | Màn trình diễn trong phim điện ảnh xuất sắc nhất                     | Timothée Chalamet                                                                                               | Đề cử     | [ 123 ] [ 124 ]         |
| Giải Điện ảnh và Truyền hình của MTV              | 18 tháng 6 năm 2018  | Khoảnh khắc âm nhạc xuất sắc nhất                                    | Elio rơi nước mắt trong cảnh danh đề cuối phim                                                                  | Đề cử     | [ 123 ] [ 124 ]         |
| Giải Nastro d'Argento                             | 30 tháng 6 năm 2018  | Phim hay nhất                                                        | Call Me by Your Name                                                                                            | Đề cử     | [ 125 ] [ 126 ] [ 127 ] |
| Giải Nastro d'Argento                             | 30 tháng 6 năm 2018  | Đạo diễn xuất sắc nhất                                               | Luca Guadagnino                                                                                                 | Đề cử     | [ 125 ] [ 126 ] [ 127 ] |
| Giải Nastro d'Argento                             | 30 tháng 6 năm 2018  | Biên tập phim xuất sắc nhất                                          | Walter Fasano                                                                                                   | Đoạt giải | [ 125 ] [ 126 ] [ 127 ] |
| Ủy ban Quốc gia về Phê bình Điện ảnh              | 9 tháng 1 năm 2018   | Top 10 phim hay nhất                                                 | Call Me by Your Name                                                                                            | Đoạt giải | [ 128 ]                 |
| Ủy ban Quốc gia về Phê bình Điện ảnh              | 9 tháng 1 năm 2018   | Màn trình diễn đột phá                                               | Timothée Chalamet                                                                                               | Đoạt giải | [ 128 ]                 |
| Hiệp hội phê bình phim Quốc gia                   | 6 tháng 1 năm 2018   | Nam diễn viên xuất sắc nhất                                          | Timothée Chalamet                                                                                               | Hạng 3    | [ 129 ] [ 130 ]         |
| Hiệp hội phê bình phim Quốc gia                   | 6 tháng 1 năm 2018   | Nam diễn viên phụ xuất sắc nhất                                      | Michael Stuhlbarg                                                                                               | Hạng nhì  | [ 129 ] [ 130 ]         |
| Hội phê bình phim New York                        | 3 tháng 1 năm 2018   | Nam diễn viên xuất sắc nhất                                          | Timothée Chalamet                                                                                               | Đoạt giải | [ 131 ] [ 132 ]         |
| Hội phê bình phim trực tuyến New York             | 10 tháng 12 năm 2017 | Diễn viên đột phá                                                    | Timothée Chalamet                                                                                               | Đoạt giải | [ 133 ] [ 134 ]         |
| Hội phê bình phim trực tuyến New York             | 10 tháng 12 năm 2017 | Top 10 phim hay nhất                                                 | Call Me by Your Name                                                                                            | Đoạt giải | [ 133 ] [ 134 ]         |
| Hiệp hội phê bình phim trực tuyến                 | 28 tháng 12 năm 2017 | Phim hay nhất                                                        | Call Me by Your Name                                                                                            | Đề cử     | [ 135 ] [ 136 ]         |
| Hiệp hội phê bình phim trực tuyến                 | 28 tháng 12 năm 2017 | Nam diễn viên chính xuất sắc nhất                                    | Timothée Chalamet                                                                                               | Đề cử     | [ 135 ] [ 136 ]         |
| Hiệp hội phê bình phim trực tuyến                 | 28 tháng 12 năm 2017 | Nam diễn viên phụ xuất sắc nhất                                      | Armie Hammer | Đề cử     | [ 135 ] [ 136 ]         |
| Hiệp hội phê bình phim trực tuyến                 | 28 tháng 12 năm 2017 | Nam diễn viên phụ xuất sắc nhất                                      | Michael Stuhlbarg                                                                                               | Đề cử     | [ 135 ] [ 136 ]         |
| Hiệp hội phê bình phim trực tuyến                 | 28 tháng 12 năm 2017 | Kịch bản chuyển thể xuất sắc nhất                                    | James Ivory | Đoạt giải | [ 135 ] [ 136 ]         |
| Hiệp hội phê bình phim trực tuyến                 | 28 tháng 12 năm 2017 | Ngôi sao đột phá xuất sắc nhất                                       | Timothée Chalamet                                                                                               | Đoạt giải | [ 135 ] [ 136 ]         |
| Liên hoan phim quốc tế Palm Springs               | 2 tháng 1 năm 2018   | Ngôi sao mới nổi                                                     | Timothée Chalamet                                                                                               | Đoạt giải | [ 137 ] [ 138 ]         |
| Giải thưởng của Hiệp hội các nhà sản xuất phim Mỹ | 20 tháng 1 năm 2018  | Phim điện ảnh chiếu rạp xuất sắc nhất                                | Peter Spears, Luca Guadagnino, Emilie Georges và Marco Morabito                                                 | Đề cử     | [ 139 ] [ 140 ]         |
| Giải Robert                                       | 3 tháng 2 năm 2019   | Phim Mỹ hay nhất                                                     | Call Me by Your Name                                                                                            | Đề cử     | [ 141 ] [ 142 ] [ 143 ] |
| Hiệp hội phê bình phim San Diego                  | 11 tháng 12 năm 2017 | Phim hay nhất                                                        | Call Me by Your Name                                                                                            | Đề cử     | [ 144 ] [ 145 ]         |
| Hiệp hội phê bình phim San Diego                  | 11 tháng 12 năm 2017 | Nam diễn viên xuất sắc nhất                                          | Timothée Chalamet                                                                                               | Đề cử     | [ 144 ] [ 145 ]         |
| Hiệp hội phê bình phim San Diego                  | 11 tháng 12 năm 2017 | Kịch bản chuyển thể xuất sắc nhất                                    | James Ivory | Đề cử     | [ 144 ] [ 145 ]         |
| Hiệp hội phê bình phim San Diego                  | 11 tháng 12 năm 2017 | Âm nhạc xuất sắc nhất                                                | Call Me by Your Name                                                                                            | Á quân    | [ 144 ] [ 145 ]         |
| Hiệp hội phê bình phim San Diego                  | 11 tháng 12 năm 2017 | Nghệ sĩ đột phá                                                      | Timothée Chalamet                                                                                               | Đề cử     | [ 144 ] [ 145 ]         |
| Hiệp hội phê bình phim San Diego                  | 11 tháng 12 năm 2017 | Thành tựu                                                            | Michael Stuhlbarg                                                                                               | Đoạt giải | [ 144 ] [ 145 ]         |
| Hội phê bình phim San Francisco                   | 10 tháng 12 năm 2017 | Phim hay nhất                                                        | Call Me by Your Name                                                                                            | Đề cử     | [ 146 ]                 |
| Hội phê bình phim San Francisco                   | 10 tháng 12 năm 2017 | Nam diễn viên xuất sắc nhất                                          | Timothée Chalamet                                                                                               | Đề cử     | [ 146 ]                 |
| Hội phê bình phim San Francisco                   | 10 tháng 12 năm 2017 | Nam diễn viên phụ xuất sắc nhất                                      | Armie Hammer | Đề cử     | [ 146 ]                 |
| Hội phê bình phim San Francisco                   | 10 tháng 12 năm 2017 | Nam diễn viên phụ xuất sắc nhất                                      | Michael Stuhlbarg                                                                                               | Đề cử     | [ 146 ]                 |
| Hội phê bình phim San Francisco                   | 10 tháng 12 năm 2017 | Kịch bản chuyển thể xuất sắc nhất                                    | James Ivory | Đoạt giải | [ 146 ]                 |
| Liên hoan phim quốc tế San Sebastián              | 29 tháng 9 năm 2017  | Giải Sebastiane                                                      | Call Me by Your Name                                                                                            | Đề cử     | [ 147 ]                 |
| Liên hoan phim quốc tế Santa Barbara              | 31 tháng 1 năm 2018  | Giải Virtuoso                                                        | Timothée Chalamet                                                                                               | Đoạt giải | [ 148 ]                 |
| Giải Satellite                                    | 11 tháng 2 năm 2018  | Phim hay nhất                                                        | Call Me by Your Name                                                                                            | Đề cử     | [ 149 ] [ 150 ]         |
| Giải Satellite                                    | 11 tháng 2 năm 2018  | Nam diễn viên phụ xuất sắc nhất                                      | Armie Hammer | Đề cử     | [ 149 ] [ 150 ]         |
| Giải Satellite                                    | 11 tháng 2 năm 2018  | Kịch bản chuyển thể xuất sắc nhất                                    | James Ivory | Đề cử     | [ 149 ] [ 150 ]         |
| Giải thưởng của Nghiệp đoàn Diễn viên Màn ảnh     | 21 tháng 1 năm 2018  | Nam diễn viên chính xuất sắc nhất                                    | Timothée Chalamet                                                                                               | Đề cử     | [ 151 ] [ 152 ]         |
| Hiệp hội phê bình phim Seattle                    | 18 tháng 12 năm 2017 | Dàn diễn viên xuất sắc nhất                                          | Call Me by Your Name                                                                                            | Đề cử     | [ 153 ] [ 154 ]         |
| Giải Sergio Amidei                                | 18 tháng 7 năm 2018  | Kịch bản quốc tế xuất sắc nhất                                       | Call Me by Your Name                                                                                            | Đề cử     | [ 155 ] [ 156 ] [ 157 ] |
| Liên hoan phim quốc tế Singapore                  | 3 tháng 12 năm 2017  | Giải Sự lựa chọn của khán giả                                        | Call Me by Your Name                                                                                            | Đoạt giải | [ 158 ] [ 159 ]         |
| Hiệp hội phê bình phim St. Louis                  | 17 tháng 12 năm 2017 | Kịch bản chuyển thể xuất sắc nhất                                    | James Ivory và André Aciman                                                                                     | Đề cử     | [ 160 ]                 |
| Hiệp hội phê bình phim St. Louis                  | 17 tháng 12 năm 2017 | Cảnh hay nhất                                                        | Đoạn độc thoại cuối phim của ông Perlman (Michael Stuhlbarg)                                                    | Đề cử     | [ 160 ]                 |
| Liên hoan phim quốc tế St. Louis                  | 12 tháng 11 năm 2017 | Phim được khán giả lựa chọn xuất sắc nhất                            | Call Me by Your Name                                                                                            | Đoạt giải | [ 161 ]                 |
| Liên hoan phim Sydney                             | 18 tháng 6 năm 2017  | Giải Khán giả của Foxtel                                             | Call Me by Your Name                                                                                            | Hạng nhì  | [ 162 ]                 |
| Giải Bình chọn phim của Time Out                  | 13 tháng 4 năm 2018  | Top 50 phim đồng tính nam hay nhất                                   | Call Me by Your Name                                                                                            | Hạng 8    | [ 163 ]                 |
| Giải Bình chọn phim của Time Out                  | 12 tháng 4 năm 2018  | Top 100 phim lãng mạn hay nhất                                       | Call Me by Your Name                                                                                            | Hạng 15   | [ 164 ]                 |
| Hiệp hội phê bình phim Toronto                    | 10 tháng 12 năm 2017 | Nam diễn viên xuất sắc nhất                                          | Timothée Chalamet                                                                                               | Á quân    | [ 165 ]                 |
| Hiệp hội phê bình phim Toronto                    | 10 tháng 12 năm 2017 | Nam diễn viên phụ xuất sắc nhất                                      | Michael Stuhlbarg                                                                                               | Á quân    | [ 165 ]                 |
| Liên hoan phim quốc tế Toronto                    | 17 tháng 9 năm 2017  | Giải Lựa chọn của công chúng                                         | Call Me by Your Name                                                                                            | Hạng 3    | [ 166 ]                 |
| Hiệp hội phê bình phim Thổ Nhĩ Kỳ                 | 1 tháng 1 năm 2019   | Phim nước ngoài hay nhất                                             | Call Me by Your Name                                                                                            | Hạng 3    | [ 167 ]                 |
| Giải Kịch bản USC                                 | 10 tháng 2 năm 2018  | Kịch bản xuất sắc nhất                                               | André Aciman và James Ivory                                                                                     | Đoạt giải | [ 168 ] [ 169 ]         |
| Hội phê bình phim Vancouver                       | 8 tháng 1 năm 2018   | Nam diễn viên xuất sắc nhất                                          | Timothée Chalamet                                                                                               | Đề cử     | [ 170 ] [ 171 ]         |
| Hội phê bình phim Vancouver                       | 8 tháng 1 năm 2018   | Nam diễn viên phụ xuất sắc nhất                                      | Armie Hammer | Đề cử     | [ 170 ] [ 171 ]         |
| Giải Bình chọn phim Village Voice                 | 13 tháng 2 năm 2018  | Phim hay nhất                                                        | Call Me by Your Name                                                                                            | Hạng 4    | [ 172 ] [ 173 ]         |
| Giải Bình chọn phim Village Voice                 | 13 tháng 2 năm 2018  | Diễn viên chính xuất sắc nhất                                        | Timothée Chalamet                                                                                               | Hạng nhì  | [ 172 ] [ 173 ]         |
| Giải Bình chọn phim Village Voice                 | 13 tháng 2 năm 2018  | Diễn viên chính xuất sắc nhất                                        | Armie Hammer | Hạng 86   | [ 172 ] [ 173 ]         |
| Giải Bình chọn phim Village Voice                 | 13 tháng 2 năm 2018  | Diễn viên phụ xuất sắc nhất                                          | Michael Stuhlbarg                                                                                               | Hạng 5    | [ 172 ] [ 173 ]         |
| Giải Bình chọn phim Village Voice                 | 13 tháng 2 năm 2018  | Diễn viên phụ xuất sắc nhất                                          | Armie Hammer | Hạng 12   | [ 172 ] [ 173 ]         |
| Giải Bình chọn phim Village Voice                 | 13 tháng 2 năm 2018  | Đạo diễn xuất sắc nhất                                               | Luca Guadagnino                                                                                                 | Hạng 5    | [ 172 ] [ 173 ]         |
| Giải Bình chọn phim Village Voice                 | 13 tháng 2 năm 2018  | Kịch bản xuất sắc nhất                                               | James Ivory | Hạng 4    | [ 172 ] [ 173 ]         |
| Hiệp hội phê bình phim Washington D.C. Area       | 8 tháng 12 năm 2017  | Phim hay nhất                                                        | Call Me by Your Name                                                                                            | Đề cử     | [ 174 ]                 |
| Hiệp hội phê bình phim Washington D.C. Area       | 8 tháng 12 năm 2017  | Nam diễn viên xuất sắc nhất                                          | Timothée Chalamet                                                                                               | Đề cử     | [ 174 ]                 |
| Hiệp hội phê bình phim Washington D.C. Area       | 8 tháng 12 năm 2017  | Nam diễn viên phụ xuất sắc nhất                                      | Armie Hammer | Đề cử     | [ 174 ]                 |
| Hiệp hội phê bình phim Washington D.C. Area       | 8 tháng 12 năm 2017  | Nam diễn viên phụ xuất sắc nhất                                      | Michael Stuhlbarg                                                                                               | Đề cử     | [ 174 ]                 |
| Hiệp hội phê bình phim Washington D.C. Area       | 8 tháng 12 năm 2017  | Kịch bản chuyển thể xuất sắc nhất                                    | James Ivory | Đề cử     | [ 174 ]                 |
| Hiệp hội phê bình phim Washington D.C. Area       | 8 tháng 12 năm 2017  | Quay phim xuất sắc nhất                                              | Sayombhu Mukdeeprom                                                                                             | Đề cử     | [ 174 ]                 |
| Hội nữ phê bình phim                              | 21 tháng 12 năm 2017 | Nam diễn viên xuất sắc nhất                                          | Timothée Chalamet                                                                                               | Đề cử     | [ 175 ] [ 176 ]         |
| Giải thưởng của Hiệp hội biên kịch Mỹ             | 11 tháng 2 năm 2018  | Kịch bản chuyển thể xuất sắc nhất                                    | James Ivory | Đoạt giải | [ 177 ] [ 178 ]         |